# وادي بيت المنيح
وادي بيت المليح ، يضم العديد من القرى ذات الطابع السياحي، والمناخ الجميل، ويتميز بالطبيعة الخلابة، والغابات الخضرة، والجبال، والأنهار، والينابيع.

يقع وادي بيت المليح ، في محافظة طرطوس ويبعد عن صافيتا حوالي 7 كم وعن مشتى الحلو والكفرون حوالي 4 كم
من أهم القرى المنتشرة في الوادي - حكر عين الباردة - حكر مخيبر - حكر زهية - خربة البسماقة - بيت رحال - عيناتا .

## الوضع السكاني
يعمل القسم الكبير من سكان المنطقة في الزراعة إضافة للاعمال الأخرى التجارية وبعض المهن الصناعية، حيث يقوم السكان بالعمل في الأرض في الصيف والشتاء، حيث يعتبر الوادي وقراه من القرى المشهورة بزراعة الزيتون، حيث أن زيتون وادي بيت المليح معروف ومميز لدى جميع سكان منطقة صافيتا، كما يعمل قسم آخر من السكان في الخدمات والوظائف الحكومية.

## الوضع الاجتماعي
تتميز المنطقة بالمحافظة على العادات والتقاليد الموروثة منذ القدم في القرى والمنطقة عمومًا، حيث نلاحظ ترابط اجتماعي بين أهالي الوادي والمنطقة كأنهم عائلة واحدة، يتبادلون الزيارات بشكل دوري وفي المناسات والمرض وفي الأفراح، ويتعاونوا ويساندو بعظهم عندما يتوفى شخص ما، يلتف أهالي القرية بأكملهم حول أسرة الفقيد، ويقومون بالتعاون في مراسم العزاء والدفن والقيام بواجب المواساة، حيث يقومون بنصب خيمة للعزاء قرب منزل الفقيد، حيث نسمع فيما آيات من القرآن الكريم اوالانجيل المقدس.
أما في الأفراح، وخاصة في الزواج يقوم أهل العريس والعروس بدعوة الجميع للمشاركة في مراسم الزواج التي تقام في صالة الأفراح ويقدم فيها العشاء والمشروب في حفل فني يحييه أحد الفنانيين وتعم أجواءً من الفرح والرقص والدبكات الشعبية المشهورة في المنطقة.

## الينابيع والمياه
تتميز منطقة الوادي بالينابيع الطبيعية العذبة وقديمآ كان أهالي المنطقة يعتمدون على مياه الينابيع في الشرب والأعمال المنزلية كافة، ومنذ نصف قرن امتدت شبكة المياه لتصل إلى كل بيت وجميع المنازل والمنشأت في قرى الوادي وبشكل منتظم.

## المواصلات
ترتبط قرى الوادي بشبكة من الطرق وبطريق رئيسية بمدينة صافيتا، تتفرع من هذه الطريق شبكة جيدة من الطرق الفرعية داخل كل قرية وبلدة لتصل إلى جميع البيوت والمنازل والمنشأت، كما تم شق طرق زراعية تصل إلى جميع الأراضي الزراعية، معظم هذه الطرق معبدة بشكل جيد.

## الاتصالات
يتصل وادي بيت المليح مع شبكة الهاتف منذ فترة زمن قديمة، حيث كان الوادي تابع لمركز هاتف صافيتا ,ولكن في عام 2004 تم افتتاح مركز هاتف مستقل في قرية حكر مخيبر لخدمة أهالي القرى في الوادي، ومع التطور وانتشار الهاتف المحمول انتشر في الوادي أيضًا بشكل واسع جدًا إضافة للانتشار الواسع لشبكة الأنترنت.

## التعليم
تنتشر المدارس لكافة مراحل التعليم في قرى وبلدات الوادي، مثلآ توجد في قرية حكر زهية مدرسة حكومية للتعليم الأساسي -الحلقة الأولى والثانية - وثانوية رسمية إضافة لروضة أطفال، وقد خرجت هذه المدرسة أطباء ومهندسين ومعلمين وتخصصات مختلفة ولعل العلم هو أكبر متناول لسكان المنطقة وبشكل جيد جدآ.

## العقائد والأديان
يسكن منطقة وادي بيت المليح مسيحيين من طوائف الموارنة والروم، ومسلمون علويون واستضاف الوادي عدد من الاسر المسلمة من الطائفة السنية المهجرة من بعض المحافظات بسبب الإرهاب ويتميز جميع السكان بالتعاون فيما بينهم والالفة والمحبة.

## السياحة في الوادي
الطبيعة الخلابة في الوادي، والجبال المغطاة بالخضرة، والغابات، والينابيع المتدفقة العذبة، والجداول والجو الجميل، وانتشار العديد من الأثار، جعل منطقة وادي بيت المنيح، منطقة جذب سياحي، ويأمها الزوار للتمتع بالجو اللطيف، والطبيعة الساحرة.